# Iselin Bank
Koordinaten: 72° 30′ S, 179° 0′ W
Die Iselin Bank (englisch) ist eine Bank im antarktischen Rossmeer. Ihre Benennung wurde im April 1980 durch das US-amerikanische Advisory Committee on Undersea Features (ACUF) bestätigt. Namensgeber ist Columbus Oswald Iselin II., Ozeanograf der Woods Hole Oceanographic Institution.